# Gilley (Doubs)
Gilley è un comune francese di 1 446 abitanti situato nel dipartimento del Doubs nella regione della Borgogna-Franca Contea.

La cittadina è anche la "capitale economica" della Micronazione di Saugeais.

## Società

### Evoluzione demografica
Abitanti censiti